# Prudencio Indurain
Prudencio Indurain Larraya (Villava, 9 giugno 1968) è un ex ciclista su strada spagnolo, professionista dal 1991 al 1999, fratello dell'ex ciclista Miguel Indurain.

## Piazzamenti

### Grandi Giri
- Giro d'Italia

1992: 132º
1993: 63º
1994: 50º
1995: 97º
1999: 45º
- Tour de France

1993: 126º
1996: 58º
1998: ritirato (18ª tappa)
1999: 76º
- Vuelta a España

1997: 44º
1998: ritirato (8ª tappa)